# Vergelijkend verband
Een vergelijkend verband is een vergelijking tussen zinnen of alinea's aanduidt. Signaalwoorden die zo'n verband kunnen aanduiden zijn: anders dan, vergeleken met, in tegenstelling tot, zoals, dan, als..
Voorbeeld: "Vergeleken met vorig jaar zijn de temperaturen in de Alpen nu een stuk hoger."
Concluderend verband · middel-doelverband · oorzakelijk verband · opsommend verband · redengevend verband · samenvattend verband · tegenstellend verband · toelichtend verband · uitleggend verband · vergelijkend verband · voorwaardelijk verband